# Henryk II Młodszy
Henryk II Młodszy, niem. Heinrich II. der Jüngere (ur. 10 listopada 1489, zm. 11 czerwca 1568) – książę Brunszwiku-Wolfenbüttel od 1514 z dynastii Welfów.

## Życiorys
Henryk II Młodszy był drugim synem księcia Brunszwiku-Wolfenbüttel Henryka I Starszego oraz Katarzyny, córki księcia pomorskiego Eryka II. W 1514 odziedziczył po śmierci ojca rządy w księstwie Brunszwiku-Wolfenbüttel. W czasie swych rządów opanował większość terytorium należącego dotąd do Hildesheimu, podporządkował sobie też kopalnie srebra należące do Goslaru), przeprowadził też wiele reform w celu uporządkowania stosunków wewnętrznych w księstwie (reforma kancelarii książęcej 1548, powołanie sądu nadwornego 1556. Cechował się brakiem skrupułów, np. przez 12 lat więził swego brata, którego w ten sposób zmusił do uznania swojej wyłącznej władzy w księstwie. Wiadomo również, że utrzymywał bliskie kontakty z jedną z dam dworu, Evą von Trott. 
Sukcesy zewnętrzne Henryk zawdzięczał lojalności wobec cesarza Karola V Habsburga, która dla tego ostatniego była szczególnie cenna w niespokojnym okresie rozwoju reformacji w Niemczech. Za przykładem cesarskim Henryk opowiedział się przeciwko nowinkom religijnym i stał się aż do śmierci główną ostoją katolicyzmu na terenie Dolnej Saksonii, mimo otoczenia przez władców protestanckich. Podłoże religijne miały spory księcia z protestanckimi miastami – Goslarem oraz największym miastem jego księstwa, Brunszwikiem. Te konflikty doprowadziły w 1542 do ataku protestanckiego związku szmalkaldzkiego, wskutek czego Henryk musiał uchodzić ze swego księstwa, gdzie mogła dzięki temu rozwijać się reformacja. Próba powrotu księcia w 1545 nie powiodła się, a sam Henryk dostał się wówczas do niewoli u landgrafa heskiego Filipa Wielkodusznego.
Henryk został uwolniony i odzyskał swoje księstwo w 1547 po rozgromieniu wojsk związku przez cesarza w bitwie pod Mühlbergiem. Natychmiast podjął działania kontrreformacyjne, wobec czego miasto Brunszwik zawarło sojusz z margrabią Kulmbach, Albrechtem Alcybiadesem Hohenzollernem. Albrecht został pokonany przez siły Henryka w bitwie pod Sievershausen w 1553, jednak ceną zwycięstwa okazała się śmierć podczas bitwy dwóch najstarszych, katolickich synów Henryka: Karola Wiktora i Filipa Magnusa. Konsekwencje tego faktu były o tyle poważne, że jedynym następcą Henryka pozostał młodszy syn Juliusz, który był luteraninem. Z tego też powodu Henryk zdołał jedynie odsunąć w czasie przejście księstwa na protestantyzm, nie zdołał jednak mu zapobiec.

## Rodzina
Henryk II Młodszy był dwukrotnie żonaty. Pierwszą jego żoną była Maria, córka Henryka, hrabiego Wirtemberg-Mömpelgard. Mieli jedenaścioro dzieci, w tym wieku dojrzałego dożyli:
- Małgorzata (ur. ?, zm. 1580), żona księcia ziębickiego Jana Podiebradowicza
- Katarzyna (ur. 1518, zm. 1574), żona margrabiego brandenburskiego Jana z Kostrzyna
- Maria (ur. 1521, zm. 1539), ksieni w Gandersheim
- Karol Wiktor (ur. 1525, zm. 1553), poległy w bitwie pod Sievershausen
- Filip Magnus (ur. 1527, zm. 1553), poległy w bitwie pod Sievershausen
- Juliusz (ur. 1528, zm. 1589), książę Brunszwiku-Wolfenbüttel (następca ojca) i Brunszwiku-Calenberg
- Klara (ur. 1532, zm. 1595), żona księcia Brunszwiku-Grubenhagen Filipa II

Drugie jego małżeństwo, zawarte w lutym 1556 z Zofią Jagiellonką, córką króla Polski Zygmunta I Starego było bezpotomne. Ponadto posiadał liczne dzieci ze związku pozamałżeńskiego z jedną z dam dworu.